# Syrmatium prostratum
Syrmatium prostratum är en ärtväxtart som först beskrevs av Thomas Nuttall, och fick sitt nu gällande namn av Edward Lee Greene. Syrmatium prostratum ingår i släktet Syrmatium och familjen ärtväxter. IUCN kategoriserar arten globalt som starkt hotad. Inga underarter finns listade i Catalogue of Life.